# Contekton
Contekton Architects and Planners är en svensk arkitektbyrå. Byrån grundades 1966 i Göteborg och har även haft kontor i andra städer, däribland Borås, Varberg, Helsingborg och Vänersborg.
År 1995 fusionerade man med Thurfjellgruppen, varefter man hade 180 anställda på sexton kontor.
I Uddevalla finns Contekton Arkitekter Fyrstad som ingår i en annan koncern.

## Arkitekter
Bland arkitekter som verkat vid Contekton finns:
- Håkan Cullberg[2]
- Sten Hedelin[3]
- Sven-Bertil Krebs
- Christer Larsson
- Jan Nygren
- Gunnar Ronéus

## Byggnader
- Avenyn 10-12, Göteborg (1969)
- NK Göteborg (1971)[4]
- Kristinedals träningscenter, belönades 1973 med Per och Alma Olssons fonds pris för god byggnadskonst.[5]
- Kompassen (1973)
- Personalanläggning för SKF i Kristinedal.[6]
- Teleborgsskolan, Växjö.[7]
- Ombyggnad av Tempo vid Allégatan i Borås till kontor för PK-banken.[2]
- Getingeskolan, utbyggnad (1981)[8]
- Nya biblioteket i Skara (1987).[9][10]
- Filbornaskolan (1984)[11]
- Stadsparksbadet (1985)[12]
- Varbergs Kusthotell
- Lejonet 5, Växjö (1987)[13]
- Belgien västra 21, Helsingborg (1987).[14]
- Vårdcentralen Planteringen (Sippan 33), Helsingborg (1989).[15]
- Radhusen Klockaren 2, Halmstad. Nominerades till Årets arkitekturpris 2020 i Halmstad.[16]